# Верей (Нурланн)
Верей (норв. Værøy) — острівна комуна в складі фюльке Нурланн у Норвегії. Адміністративний центр комуни — населений пункт Серланн (норв. Sørland).

## Географічне положення
Комуна Верей розташована за Північним полярним колом. До території комуни належать острови Верей (норв. Værøy), Москен (норв. Mosken) та велика кількість дрібних острівців і шхер. Острови комуни Верей входять до складу та розташовані в південній частині архіпелагу Лофотенські острови. Омиваються водами Норвезького моря.

## Рельєф
Уздовж усього острова тягнеться гірський хребет.

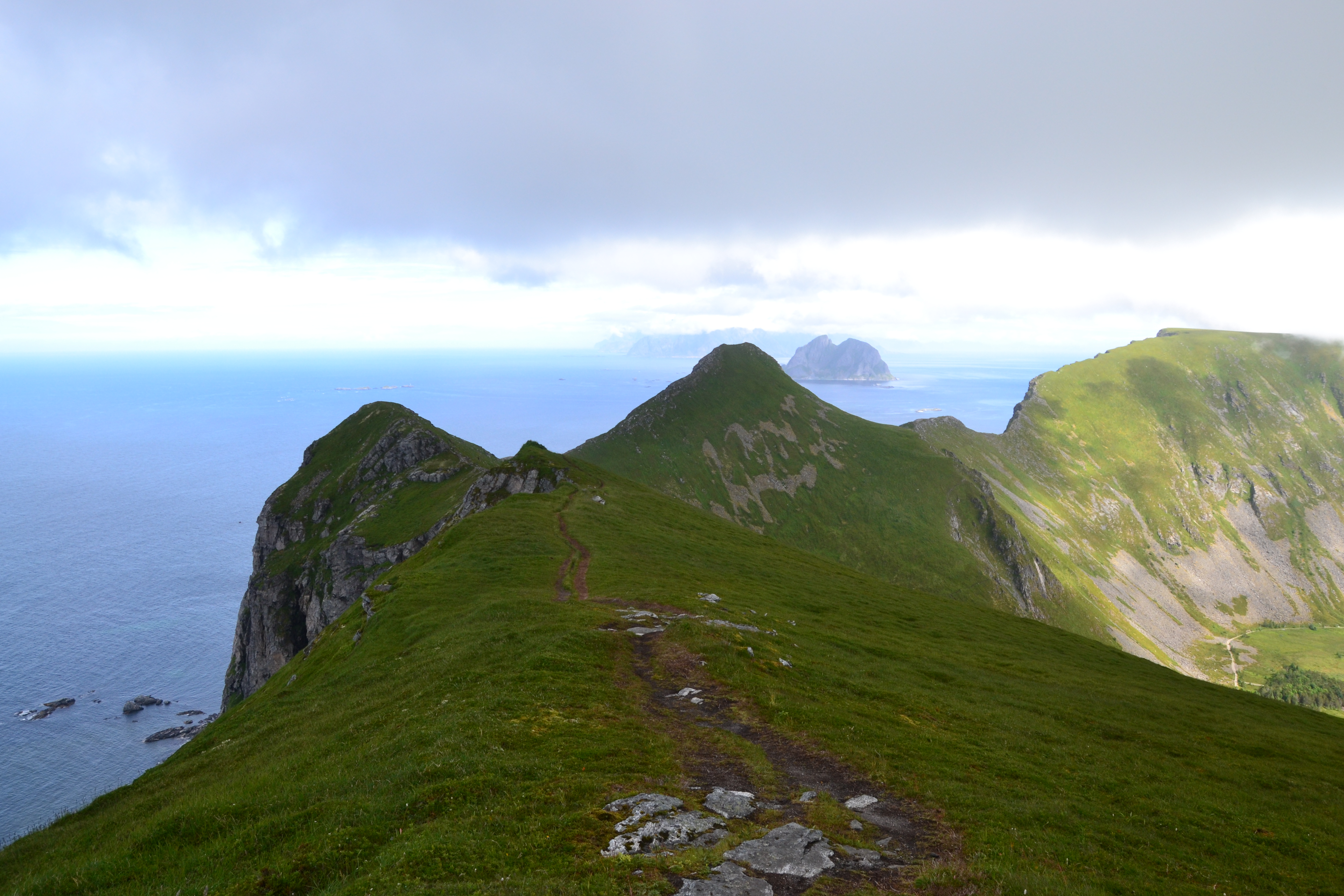

Інформаційний стенд із розгорткою гірського хребта і позначеннями гірських вершин

## Клімат
Острови та шхери комуни Верей розташовано в межах субарктичного кліматичного поясу, його морського підтипу.
На центральному хребті острова Верей, на висоті 438 м, розташовано стаціонарну метеостанцію.

## Тваринний світ
На островах та шхерах комуни Верей розмістилися численні колонії морських птахів, зокрема іпатки атлантичної, мартина атлантичного.

## Демографія
Чисельність населення на 1 квартал 2023 року — 678 осіб.

## Економіка

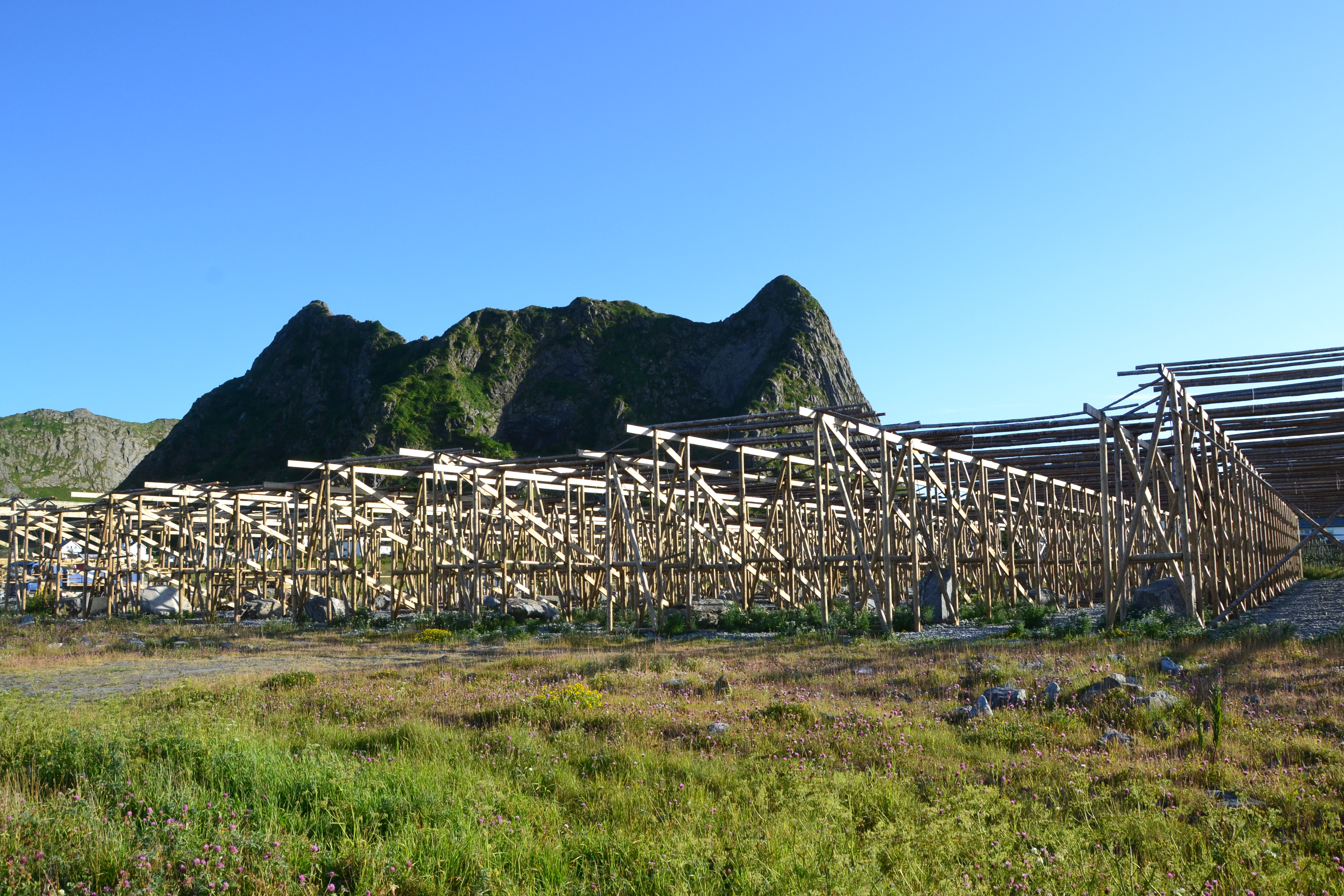
Сушарки для тріски

Верей — особлива рибацька комуна, у якій значна частина бізнесу й поселень базується на рибальстві, переробленні риби та галузях, які обслуговують рибальство та перероблення риби.
Загалом 16,3 % робочих місць у муніципалітеті припадає на первинну галузь промисловості — рибальство. Ще 29,3 % зайнято в промисловості; 30,1 % припадає на будівництво/енергетику та водопостачання (дані за 2020 рік).

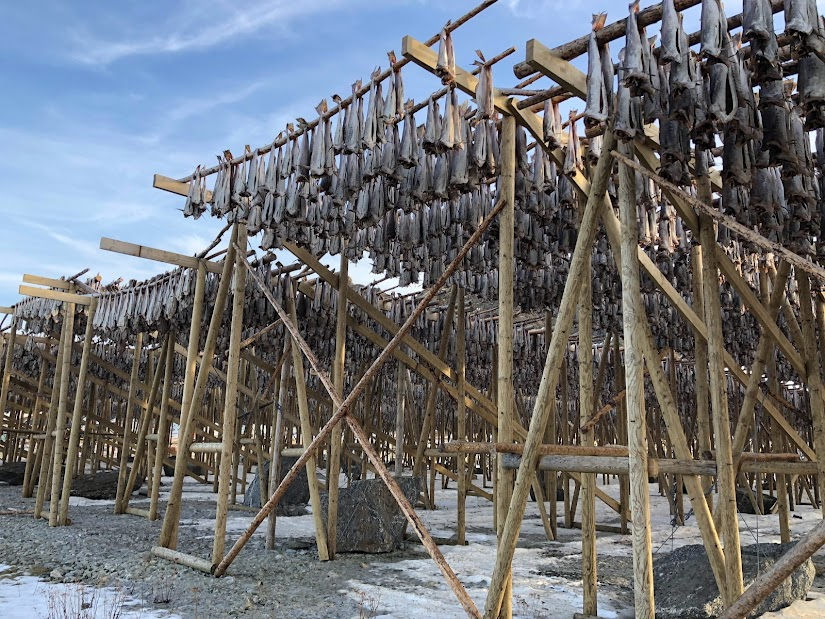
Засушування тріски

Рибальський флот складається з кількох великих й ряду середніх і дрібних суден, які залучені у вилові риби. Рибаловля ведеться цілий рік, але зимова риболовля на Лофотенських островах є найбільш важливою для місцевого флоту. Більшість улову йде на засолювання і засушування.
2020 року в комуні Верей виловили 71 762 тонни риби на загальну суму 547,9 млн норвезьких крон. Крім тріски, значна частка пелагічного улову — оселедець, мойва, скумбрія тощо.
Переважає харчова промисловість, насамперед рибопереробна. Крім засолювання і засушування тріски, є цехи з виробництва філе, морозильні камери.
Працює поштове відділення та механічна майстерня.
Сільське господарство незначне й обмежується вівчарством.
Потреби людей та економіки в електроенергії задовольняє Lofotkraft AS із підводним кабелем з Москенесу.

## Транспорт
На острові розташовано летовище «Верей гелікоптергавн» (Værøy helikopterhavn), звідки здійснюються щоденні авіарейси до Буде.
Для сполучення з іншими островами Лофотенського архіпелагу (Рест, Москенес) та материком (Буде) використовуються пороми. Поромний причал — «Верей фер'єкай» (Værøy ferjekai). Поромний розклад є у двох варіантах — літньому та зимовому.

## Туризм

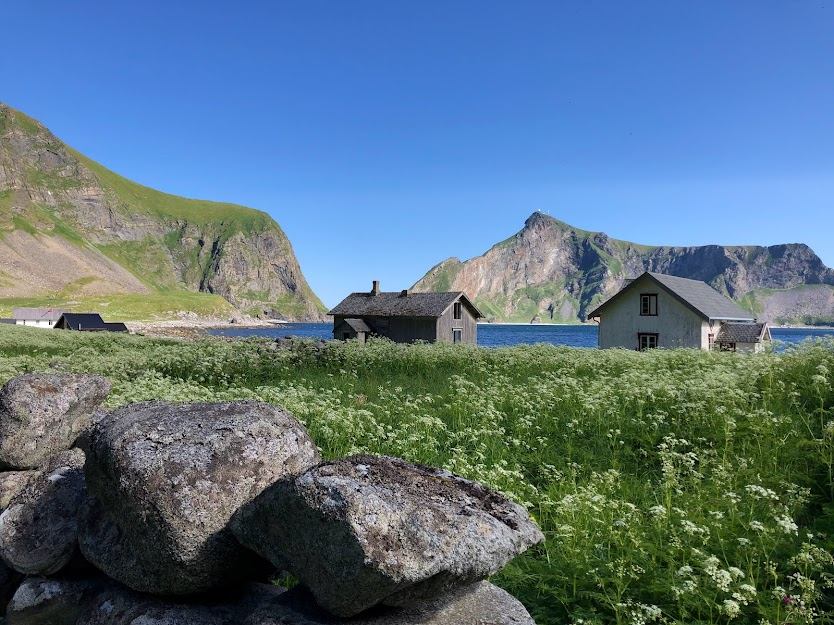
Покинутий будинок у селі-пустці Мостад

У сезон острів є привабливим для туристів-пішохідників, спостерігачів за птахами, фотографів.
Уздовж та обабіч головного хребта промарковано декілька пішохідних туристичних стежок різних рівнів складності: «зелені», «сині», «червоні» та трійко «чорних».
У південно-західній частині острова знаходиться покинуте мальовниче село Мостад (норв. Måstad).

## Галерея

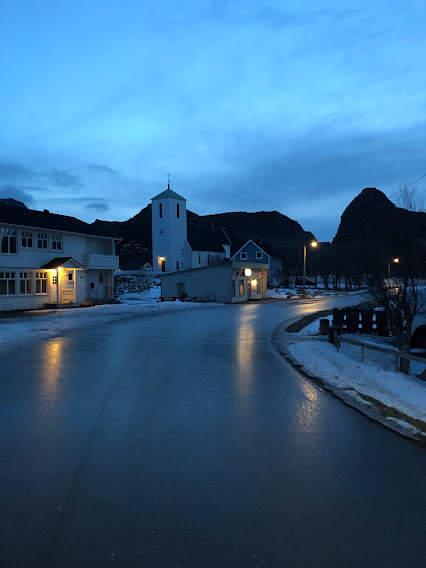
Серланн. Senter
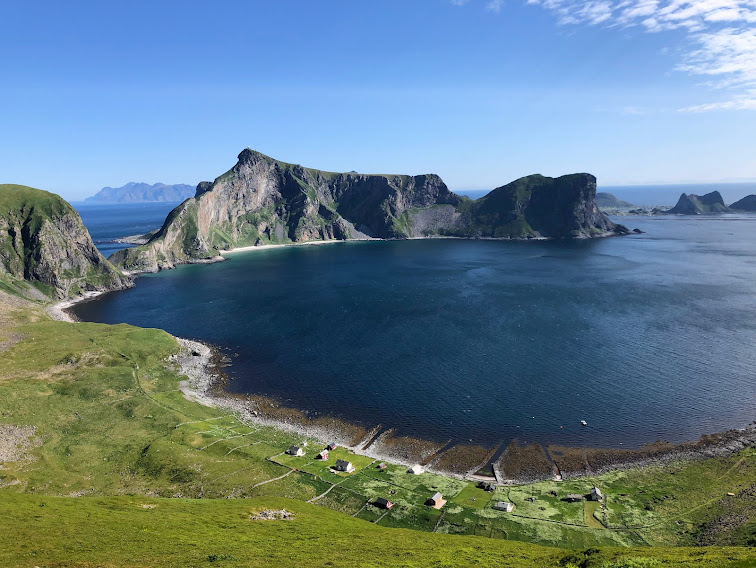
Мостад із хребта
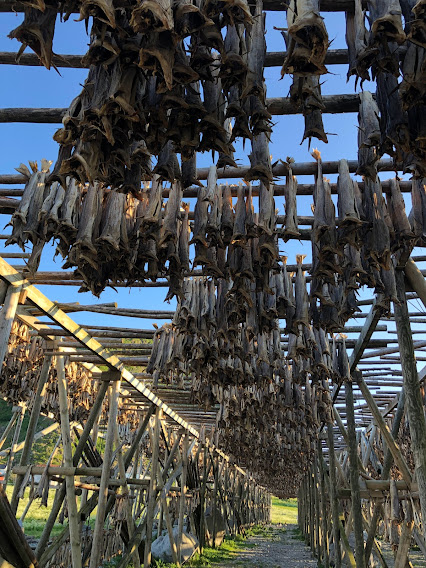
Сушарня тріски
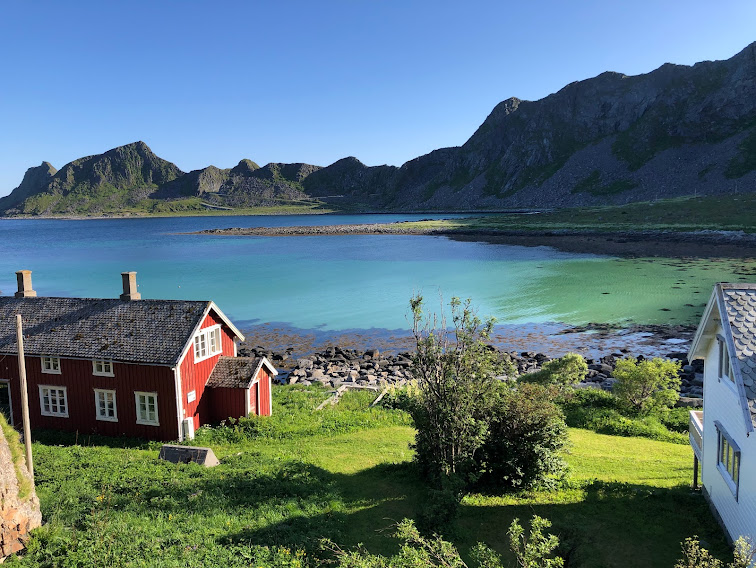
Типові ландшафти Верею
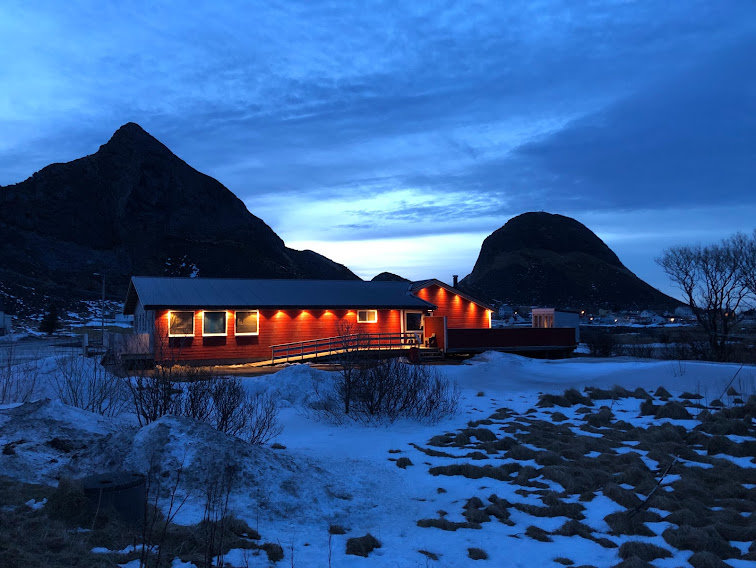
Паб у Серланні
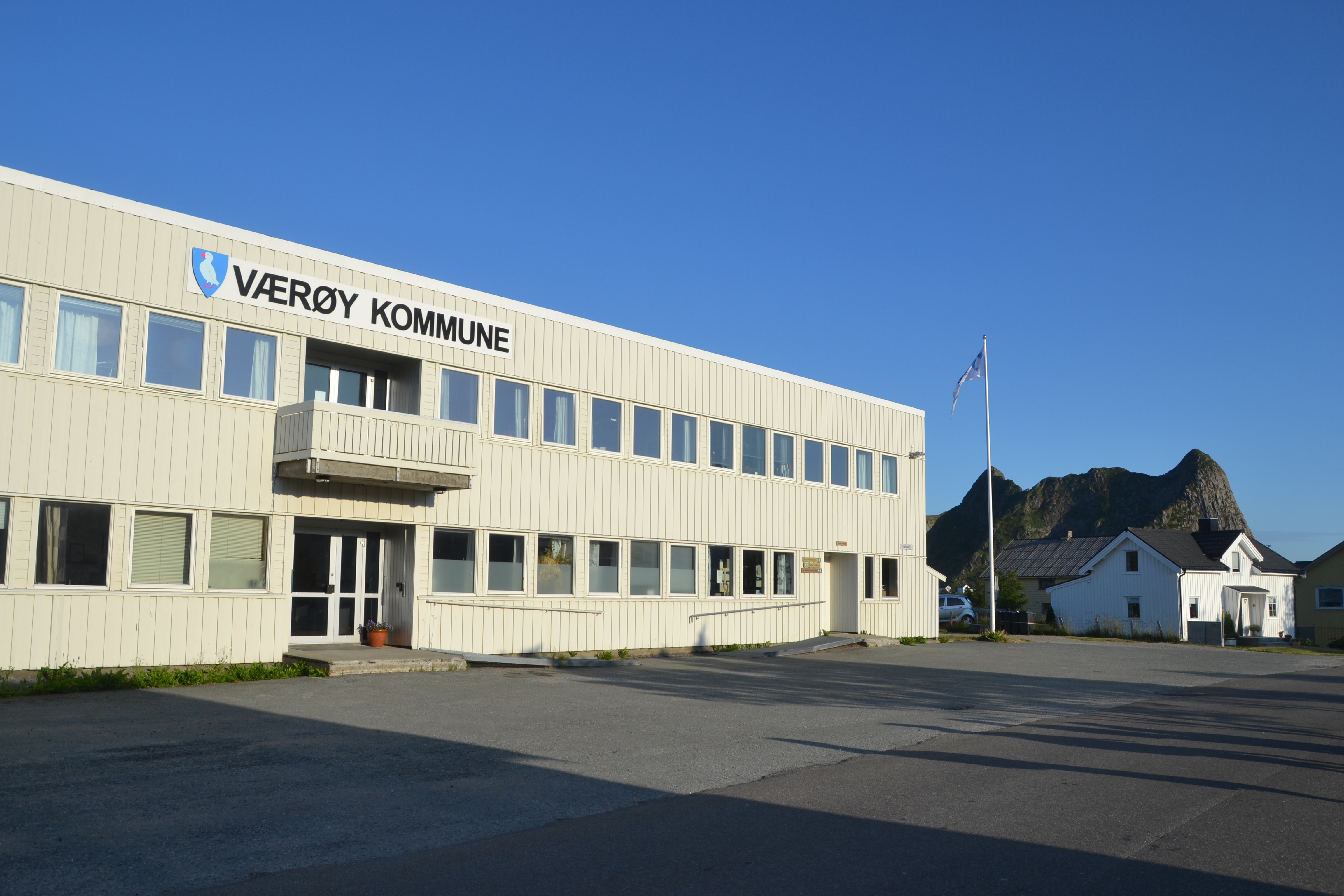
Верей. Адміністративна будівля